# Siegfried Unseld Preis
Il Siegfried Unseld Preis è un premio letterario tedesco istituito nel 2004 in memoria dell'editore Siegfried Unseld. Viene assegnato ogni due anni e consiste di 50.000€.

## Statistiche
| Paese       | Numero di vincitori |
| ----------- | ------------------- |
| Austria     | 1                   |
| Danimarca   | 1                   |
| Francia     | 1                   |
| Israele     | 1                   |
| Palestina   | 1                   |
| Stati Uniti | 1                   |